# Erkinjon Turdimov
Erkinjon Oqboʻtayevich Turdimov, parfois référé comme Erkin Oqboʻtayevich Turdimov, (en ouzbek : Эркинжон Окбутаевич Турдимов, en russe : Эркинжон Окбутаевич Турдимов Erkindjon Okboutaïevitch Tourdimov, né le 10 juillet 1969 dans le district de Qoʻshrabot dans la RSS d’Ouzbékistan en Union soviétique) est un homme politique ouzbek.

## Biographie
En 1991, Turdimov gradue de l'Institut d'économie nationale de Tachkent avec une spécialisation en économie. Jusqu'en 1995, il travaille pour la compagnie Uzpromstroybank, il quitte pour devenir vice-hokim de la ville de Zeravchan, poste auquel il ne reste qu'un an. Par la suite, il travaille pour la branche de la province de Navoï de la Banque nationale d'Arménie. Au tournant du nouveau millénaire, il devient hokim du district de Xatirchi tout en étant député de la Oliy Majlis pour le district de Nurota. En 2008, il devient premier vice-ministre de l'Agriculture et des Ressources hydrauliques, puis en 2009, député du parlement locale (Kengash) de la province de Navoï sous la bannière du Parti démocratique de la renaissance nationale d'Ouzbékistan,. Le 13 décembre 2008, il est nommé comme le nouvel hokim de la province. À la suite d'un passage remarqué à la tête de la province, il est transféré le 16 décembre 2016 à la tête de la province de Sourkhan-Daria. Puis, alors que l'hokim de sa province natale de Samarcande, Turobjon Joʻrayev, est arrêté pour abus de pouvoir, il est nommé à la tête de cette province stratégique. Bahodir Poʻlatov le remplace à la tête de Sourkhan-Daria.

## Distinctions
En 2006, il reçoit l'ordre Mehnat Shuhrati,.